# One (chanson d'Ami Suzuki)
Pour les articles homonymes, voir One.
Singles de Ami Suzuki
Like a Love?
(2006) Can't Stop the Disco
(2008)
Singles par Ami Suzuki
Potential Breakup Song
(2007)
One (écrit en capitales : ONE) est le 9e single de Ami Suzuki sorti sous le label Avex Trax, et son 29e au total en comptant les douze sortis chez Sony Music, deux auto-produits, un spécial, et cinq collaborations (attribuées à Ami Suzuki joins… etc).

## Présentation
Le single sort le 2 juillet 2008 au Japon sous le label Avex Trax, écrit et produit par Yasutaka Nakata du groupe Capsule ; il sort presque 10 ans jour pour jour après son tout premier single : Love the Island. Il atteint la 17e place du classement de l'Oricon. Il se vend à 5 103 exemplaires la première semaine, et reste classé pendant 4 semaines, pour un total de 7 899 exemplaires vendus durant cette période. Le single sort également au format "CD+DVD" avec une pochette différente et incluant un DVD contenant le clip vidéo de la chanson-titre. La chanteuse continue à adopter une pose sexy sur les pochettes, dans la lignée de celles de ses deux précédents singles en collaboration, rompant définitivement avec sa précédente image sage et innocente.
C'est le premier single sorti sous le seul nom de la chanteuse depuis Like a Love? sorti deux ans auparavant ; ses cinq singles précédents sortis en 2007 étaient des collaborations avec divers artistes, attribués à Ami Suzuki joins… (tel artiste), dont une déjà avec Yasutaka Nakata. C'est donc leur deuxième collaboration, après celle sur le single Free Free / Super Music Maker par "Ami Suzuki joins Yasutaka Nakata", et avant une troisième collaboration sur le single suivant, Can't Stop the Disco.
La chanson-titre de One a été utilisée comme thème musical d'ouverture de l'émission télévisée All Japan High School Quiz Championship de NTV. Le single contient une autre version remixée de la chanson en "face B", A Token of Love, en plus de la version instrumentale de la chanson-titre. Les deux chansons du single figureront sur l'album Supreme Show qui sort en novembre suivant.

## Liste des titres
Toutes les chansons sont écrites et composées par Yasutaka Nakata.
| 1. | One (ONE)                                      | 5:39 |
| 2. | A Token of Love (A token of love)              | 6:12 |
| 3. | One (Instrumental) (ONE…)                      | 5:39 |
| 4. | A Token of Love (FM 88 Mix) (A token of love…) | 4:19 |

| 1. | One (ONE) |  |